# Арковий кайт

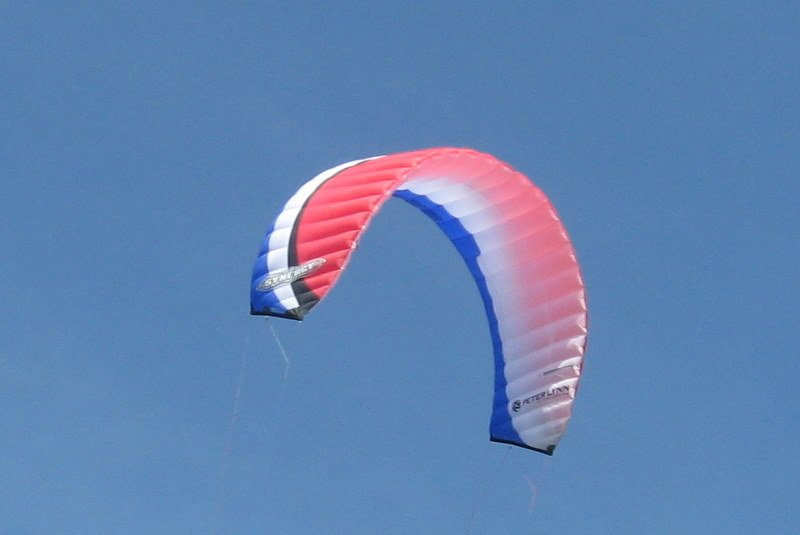

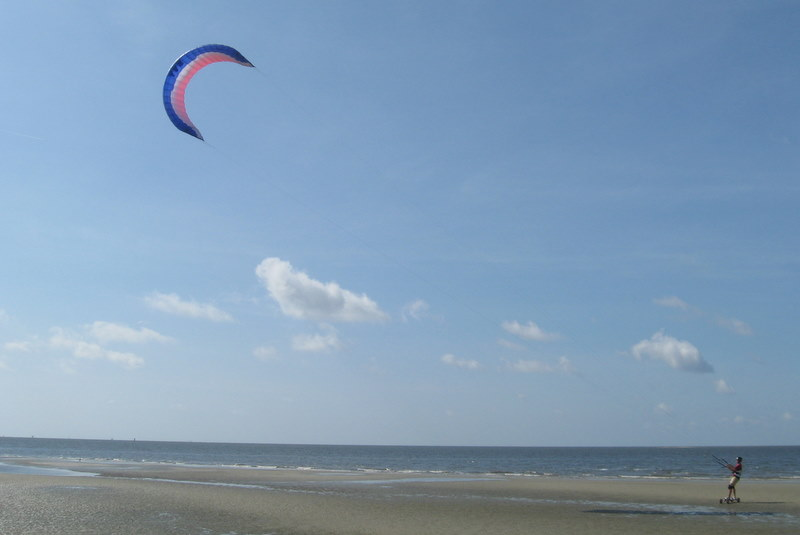
Кайт у тягловому режимі на суходолі

Арковий кайт — різновид безкаркасних тяглових кайтів, розроблений і запатентований компанією Peter Lynn.
Кайт є стабільним, безпечним та надійним. Може бути використаний для всіх видів спорту з кайтом, таких як: кайтбординг, сноукітіинг тощо. Форма кайта схожа на надувний кайт з передньою кромкою C, однак передня кромка звичайно облаштовується клапанами для підтримки внутрішнього тиску повітря в оболонці кайта і утримання його форми у польоті.
Кайт складний в управлінні і не підходить для початківців.